# Le Dernier des Mohicans (film, 1936)
Pour les articles homonymes, voir Le Dernier des Mohicans (homonymie).

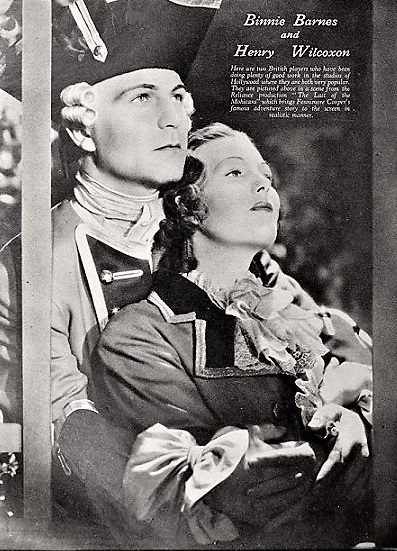
Publicité pour le film Le Dernier des Mohicans (1936)

Le Dernier des Mohicans est un film américain réalisé par George B. Seitz et sorti en 1936, inspiré du roman The Last of the Mohicans de James Fenimore Cooper.

## Résumé
Lors la Guerre franco-indienne , Alice et Cora, les deux filles du colonel Munro, commandant d'un fort britannique, sont parties d'Albany pour rejoindre leur père. Ils sont escortés par le Major Duncan Heyward, qui aime Alice depuis longtemps et par l' Indien Huron Magua. Ce dernier est secrètement un ennemi des Britanniques et il les trahit pendant le voyage. L'escorte est néanmoins secourus par un éclaireur colonial nommé Hawkeye et ses amis, les deux derniers membres de la tribu Mohican, Chingachgook et son fils Uncas. Sur le chemin du fort, Uncas tombe amoureux de Cora, tandis que Hawkeye et Alice sont attirés l'un par l'autre.
Au même moment, le fort est assiégé par les Français, sous le commandement du général Montcalm, et leurs alliés indiens. Hawkeye se faufile la nuit et surprend les plans perfides de Magua pour attaquer les colonies non protégées. Le colonel Munro refuse d'accepter la parole non étayée de Hawkeye et interdit aux colons de partir pour protéger leurs proches. Hawkeye organise le départ des hommes mais reste en arrière et Munro n'a d'autre choix que de prononcer une condamnation à mort contre lui pour ses actes. De son côté, Magua incite ses hommes à attaquer le fort pour empêcher un accord entre Montcalm et Munro, qui permettrait aux Britanniques de rendre pacifiquement le fort en échange de leur vie. Avant que Montcalm ne puisse arrêter les combats, Munro est mortellement blessé et ses filles sont emportées par Magua et un petit groupe de ses partisans. Il dit aux femmes que Cora deviendra sa squaw.
Hawkeye et ses amis sortent de la palissade et se lancent à leur poursuite, tout comme Heyward. Lorsqu'ils atteignent un ruisseau, ils sont obligés de se séparer, Hawkeye et Chingachgook recherchent en aval, Heyward et Uncas en amont. Uncas reprend la piste et ne voulant pas attendre les autres, se précipite tout seul. Il parvient à libérer Cora mais ils sont piégés au sommet d'une falaise. Il tue un homme mais Magua l'envoie s'effondrer au bas de la falaise. Plutôt que de devenir la femme de Magua, Cora choisit de sauter vers sa mort. L'Uncas mourant se traîne vers son corps sans vie et lui prend la main avant de succomber. Chingachgook arrive et défie Magua de se battre en tête-à-tête. Hawkeye empêche Heyward d'interférer et Chingachgook noie Magua dans la rivière.
Pendant ce temps, Alice est emmenée dans une grande colonie ennemie pour être brûlée sur le bûcher. Hawkeye envoie Chingachgook monter la garde, puis dit à Heyward qu'il s'offrira en échange d'Alice. Heyward offre sa vie à la place mais Hawkeye lui dit que les Indiens n'échangeraient pas Alice contre un officier britannique qu'ils ne connaissent pas. Ce doit être un guerrier ennemi qu'ils respectent hautement, et Hawkeye répond à cette description. Heyward assomme Hawkeye et prend ses vêtements, car l'ennemi ne sait pas à quoi ressemble Hawkeye. Heyward entre dans le camp armé et négocie la libération d'Alice. Hawkeye se réveille et le suit. Face à deux hommes prétendant être Hawkeye, le chef ennemi décide que le gagnant d'un concours de tir doit être le vrai. Avant de partir, Alice embrasse Hawkeye. Ensuite, il est attaché à un pieu et le bois qui l'entoure est incendié. Alice et les autres rencontrent une force de secours britannique dirigée par le général Abercrombie. Ils prennent d'assaut le camp et libèrent Hawkeye.
Hawkeye fait face à une cour martiale, mais Heyward fait rejeter les accusations. Hawkeye s'enrôle dans l'armée britannique et part avec eux pour attaquer le Canada. Alice lui dit qu'elle l'attendra à Albany.

## Fiche technique
- Réalisation : George B. Seitz
- Scénario : Philip Dunne d'après le roman The Last of the Mohicans de James Fenimore Cooper
- Titre alternatif français : Sagamore le Mohican[1]
- Titre anglais : The Last of the Mohicans
- Producteur : Edward Small
- Directeur de la photographie : Robert H. Planck
- Date de sortie : 4 septembre 1936
- Durée : 91 minutes
- Musique : Roy Webb

## Distribution
- Randolph Scott
- Binnie Barnes
- Henry Wilcoxon
- Bruce Cabot
- Heather Angel
- Phillip Reed
- Robert Barrat
- Hugh Buckler
- William V. Mong
- Ian Maclaren
- Frank McGlynn Sr.

## Récompenses et nominations
- Clem Beauchamp a été nommé pour l'Oscar du meilleur assistant réalisateur pour ce film.